# Neolitsea phanerophlebia
Neolitsea phanerophlebia är en lagerväxtart som beskrevs av Elmer Drew Merrill. Neolitsea phanerophlebia ingår i släktet Neolitsea och familjen lagerväxter. Inga underarter finns listade i Catalogue of Life.